# Puntius cauverniensis
Puntius cauverniensis és una espècie de peix cipriniforme de la família dels ciprínids.